# Closterocoris amoenus
Closterocoris amoenus är en insektsart som först beskrevs av Léon Abel Provancher 1887.  Closterocoris amoenus ingår i släktet Closterocoris och familjen ängsskinnbaggar. Inga underarter finns listade i Catalogue of Life.